# O Desafio das Águias
O Desafio das Águias (em inglês:  Where Eagles Dare) é um filme anglo-estadunidense de 1968, dos gêneros guerra, ação e aventura, dirigido por Brian G. Hutton com roteiro de Alistair MacLean, baseado em seu romance.

## Sinopse
Durante o inverno de 1943-44 na Segunda Guerra Mundial, um avião militar cai antes de chegar ao seu destino final, Creta. O único sobrevivente é o general de brigada americano George Carnaby, que acaba sendo capturado por militares alemães e levado para uma fortaleza quase impenetrável nos Alpes do sul da Baviera, chamada Schloss Adler (Castelo da Águia, em alemão). Temendo que o general fosse torturado e obrigado a entregar os planos do Dia D, uma equipe do maior comando da Grã-Bretanha é designada para resgatá-lo.

## Elenco
- Richard Burton como Smith
- Clint Eastwood como Schaffer
- Mary Ure como Mary
- Patrick Wymark como Turner
- Michael Hordern como Rolland
- Donald Houston como Christiansen
- Peter Barkworth como Berkeley
- William Squire como Thomas
- Robert Beatty como Carnaby
- Brook Williams como Harrod
- Neil McCarthy como MacPherson
- Vincent Ball como Carpenter
- Anton Diffring como Kramer
- Ferdy Mayne como Rosemeyer
- Derren Nesbitt como Von Hapen
- Victor Beaumont como Weissner
- Ingrid Pitt como Heidi
- Guy Deghy como Major Wilhem Wilner